# 목화로
목화로(Mokhwa-ro)는 경상남도 진주시 단성면 남사사거리에서 산청군 단성면 단성 나들목 삼거리를 이어주는 도로이다.

## 주요 경유지
경상남도
- 산청군 단성면

## 노선
| 이름               | 접속 노선                  | 소재지 | 소재지 | 비고                  |
| ------------------ | -------------------------- | ------ | ------ | --------------------- |
| 남사사거리         | 국도 제20호선 (지리산대로) | 산청군 | 단성면 | 지방도 제1049호선구간 |
| (이름없음)         | 곤수로                     | 산청군 | 단성면 | 지방도 제1049호선구간 |
| (이름없음)         | 호반로                     | 산청군 | 단성면 | 지방도 제1049호선구간 |
| 새들교             |                            | 산청군 | 단성면 | 지방도 제1049호선구간 |
| (이름없음)         | 국도 제20호선 (지리산대로) | 산청군 | 단성면 | 지방도 제1049호선구간 |
| 단성 나들목 삼거리 | 제35호선 통영대전고속도로  | 산청군 | 단성면 |                       |
| (이름없음)         | 국도 제20호선 (지리산대로) | 산청군 | 단성면 |                       |